# Iodotropheus
Iodotropheus is een geslacht van straalvinnige vissen uit de familie van de cichliden (Cichlidae).

## Soorten
- Iodotropheus declivitas Stauffer, 1994
- Iodotropheus sprengerae Oliver & Loiselle, 1972
- Iodotropheus stuartgranti Konings, 1990